# 味車
株式会社味車（あじぐるま）は、かつて北海道札幌市に存在した米飯・豆腐などの大豆加工・製麺業の企業。日糧製パンの子会社。2005年解散。

## 概要
北海道を代表する食品製造メーカーであった。製造品目は、豆腐・油揚げなどの大豆加工製品、ラーメン・焼きそば・そば・うどんなどの製麺、弁当製造など。
会社解散後は無関係な別会社が味車の社名を使い、ラーメンを製造販売している。

## 沿革
日糧デリー食品 - 旧味車
- 1971年2月 北海道札幌市に前身会社となる「日糧デリー食品株式会社」を設立。
- 1976年3月 埼玉県所沢市に「株式会社日糧所沢工場」を設立。
- 1981年3月 株式会社日糧所沢工場が譲渡され、「デリー食品株式会社」に改称。
- 1980年6月 「株式会社北海道わらべや」を設立。
- 1986年11月 埼玉県所沢市に「株式会社味車」を設立。
- 1996年9月 デリー食品株式会社と株式会社味車が合併。株式会社北海道わらべやを株式会社味車に譲渡。
- 1999年3月 本州の事業の撤退に伴い、埼玉県の株式会社味車を整理。

新味車 - 終焉
- 1999年2月1日 札幌市豊平区に「株式会社味車」を設立。
- 2005年
  - 1月28日 日糧製パンが株式会社味車の米飯部門の譲渡と解散を発表。
  - 4月1日 弁当など製造の米飯部門を日糧製パン（株式会社ノースデリカ）に譲渡・解散。

## 製品
- 豆腐・油揚げ・がんもどき・生揚げ・モヤシ
- 納豆
- 生ラーメン・スープ付き生ラーメン
- 焼きそば
- うどん
- 焼きうどん

など

## 事業所
本社
- 北海道札幌市豊平区豊平1条3丁目1番25号